# Pomatostomus superciliosus
Pomatostomus superciliosus es una especie de ave paseriforme, perteneciente a la familia Pomatostomidae, del género Pomatostomus.

## Subespecies
- Pomatostomus superciliosus ashbyi
- Pomatostomus superciliosus centralis
- Pomatostomus superciliosus gilgandra
- Pomatostomus superciliosus gwendolenae
- Pomatostomus superciliosus superciliosus

## Localización
Es una especie que se localiza en Australia